# Beorhtwulf
Beorhtwulf o Berhtwulf (mort el 852) fou un rei de Mèrcia, un regne dominant en l'Anglaterra anglosaxona, que governà des del 839 o 840 fins al 852. Es desconeixen els seus ancestres, encara que podria haver estat emparentat amb Beornwulf, qui va regnar Mèrcia en la dècada del 820.

## Ascens al tron

Regnes britànics al començament del segle IX

Després de Wiglaf, el va succeir en el tron el seu fill Wigmund, però devia morir aviat perquè abans d'un any el va haver de succeir el fill d'aquest, Wigstan. Wigstan va renunciar al govern per ingressar en un monestir i va nomenar regent a la seva mare, Ælfflæd, que era filla del rei Ceolwulf I. Sembla que Beorhtwulf volia casar-se amb Ælfflæd per assumir el poder, però segons diu la Crònica de Croyland, Wigstan s'hi va oposar al·legant motius de parentiu entre la seva mare i Beorhtwulf. Beorhtwulf la va obligar a casar-se i va matar Wigstan, que després l'Església el va considerar un màrtir.

## Regnat
Wiglaf, el predecessor de Beorhtwulf, gairebé no va encunyar monedes de Mèrcia, però Beorhtwulf ho feu al cap de poc de començar el seu regnat, inicialment molt similars a les monedes d'Ethelwulf de Wessex, i posteriorment amb dissenys diferents.
Els vikings van atacar el regne un o dos anys després que Beorhtwulf fos coronat: la província de Lindsey va ser assolada el 841, i Londres, un centre clau del comerç de Mèrcia, també va ser atacat l'any següent. Un altre atac viking sobre Londres en el 851 "va provocar que Beorhtwulf fugís", segons relata la Crònica anglosaxona; posteriorment els vikings van ser derrotats per Ethelwulf. Aquesta campanya vikinga deuria tenir un important efecte negatiu sobre l'economia de Mèrcia, ja que el volum de moneda encunyada a Londres es va reduir molt després del 851.
El control de Berkshire va passar de Mèrcia a mans del regne dels saxons de l'oest durant el regnat de Beorhtwulf.
A començaments del seu regnat, en una batalla a Catill o Cyfeiliog, va matar el rei Merfyn Frych de Gwynedd, però els regnes gal·lesos no van acceptar la derrota definitivament. Existeixen registres d'una rebel·lió dels gal·lesos contra el successor de Beorhtwulf, Burgred, poc temps després de la mort de Beorhtwulf, fet que indicaria que Beorhtwulf havia estat el seu senyor.
Les cartes de donacions del regnat de Beorthwulf assenyalen que va tenir una relació tensa amb l'església, ja que Beorhtwulf encara que reconeixia el dret del bisbe sobre determinades terres, li demanava a canvi un pagament. El sínode de Croft presidit per Wiglaf l'any 836, al qual probablement va assistir Beorhtwulf, va ser el darrer concili convocat per un rei de Mèrcia; durant el regnat de Beorhtwulf Wessex va tenir més influència sobre l'arquebisbe de Canterbury.
Probablement, Beorhtwulf i la seva dona, Sæthryth, van tenir dos fills, Beorhtfrith i Beorhtric. Se sap que Beorhtric va ser testimoni de les cartes emeses pel seu pare, encara que abans que finalitzés el regnat de Beorhtwulf ja no apareix com a testimoni. No hi ha cap registre disponible que indiqui la mort de Beorhtwulf, però es creu que va morir el 852.